# Henri Barbenés
Georg Heinrich „Henri“ Barbenés (* 20. November 1885 in Straßburg; † 27. Dezember 1969 in Mandeure) war ein deutsch-französischer Ruderer.

## Biografie
Henri Barbenés gewann bei den Europameisterschaften 1904 in Paris Silber im Einer und nahm 1905 an der Henley Royal Regatta teil. Zudem gehörte er zur französischen Crew, die in der Achter-Regatta bei den Olympischen Sommerspielen 1920 in Antwerpen teilnahm.